# منزل جوزة (إب)

تعديل مصدري - تعديل

منزل جوزة محلة تابعة لقرية المسوح، التابعة لعزلة بني محرم بمديرية إب إحدى مديريات محافظة إب في الجمهورية اليمنية.، بلغ تعداد سكانها 391 حسب تعداد اليمن لعام 2004.